# Blanca Soto
Blanca Soto, nata Blanca Delfina Soto Benavides (Monterrey, 5 gennaio 1979), è un'attrice e modella messicana, vincitrice del concorso di bellezza Nuestra Belleza Mundo México 1997. È nota soprattutto come interprete di telenovelas.

## Filmografia parziale
- Eva Luna (2010-2011)
- El Talismán (2012)
- Porque el amor manda (2012-2013)
- Señora Acero (2014-2016)